# Лебяжий (платформа)
Лебя́жий (бел. Лебядзіны) — железнодорожный остановочный пункт Минского отделения Белорусской железной дороги на линии Минск-Пассажирский — Молодечно, между остановочным пунктом Масюковщина и станцией Ждановичи на перегоне Минск-Северный — Ждановичи. Расположен в северо-западной части Минска между улицей Тимирязева и переулком Колесникова.
Вблизи остановочного пункта расположены: биологический заказник «Лебяжий», торговый дом (рынок) «Ждановичи», микрорайоны Лебяжий и Каменная Горка.

## История
Железнодорожная линия, на которой был открыт остановочный пункт, была введена в эксплуатацию 14 января 1873 года как пусковой участок Вильня — Минск Либаво-Роменской железной дороги.
В 1963 году линия была электрифицирована переменным током (~25 кВ) в составе участка Минск — Олехновичи, который стал первым электрифицированным участком Белорусской железной дороги.
Строительство остановочного пункта началось в середине 1990-х годов для обслуживания одноимённого рынка. Открытие состоялось 11 июня 1996 года.
На протяжении 2010—2011 годов на остановочном пункте, связи с реализацией проекта запуска городской электрички, был реконструирован: проложен третий электрифицированный путь, построены новые посадочные пассажирские платформы с навесами и подземный пешеходный переход под путями с выходом на платформы.

## Устройство
Остановочный пункт состоит из двух прямых пассажирских платформ, длиною по 220 метров. Платформа в направлении центра города является островной, платформа в направлении Молодечно — береговая, на обоих платформах установлены защитные навесы. Пересечение железнодорожных путей на остановочном пункте осуществляется по двум подземным пешеходным переходам, там же находятся входы-выходы на платформы. Имеются несколько билетных касс (работают круглосуточно), которые расположены на южном выходе со станции, на переулке Колесникова.

## Пассажирское сообщение
На платформах остановочного пункта останавливаются электропоезда региональных линий экономкласса (они же пригородные электрички), следующие до станций Молодечно (9 пар электропоездов в сутки) и Гудогай (6 пар в сутки); а также электропоезда городских линий, которые следуют до станции Беларусь, расположенной в Заславле (всего 18 пар электропоездов в сутки). Время в пути до Гудогая составляет 2 часа 53 минуты, до Молодечно — 1 час 31 минуту, до станции Минск-Пассажирский — 14 минут.
С платформ осуществляется пересадка на городские автобусы, которые оборачиваются на разворотном кольце у остановочного пункта и следуют в микрорайоны Сухарево, Каменная Горка, Малиновка, а также в центр города (ДС «Дружная» возле железнодорожного вокзала.